# Verbascum nevadense
Verbascum nevadense  es una especie de planta de la familia Scrophulariaceae.

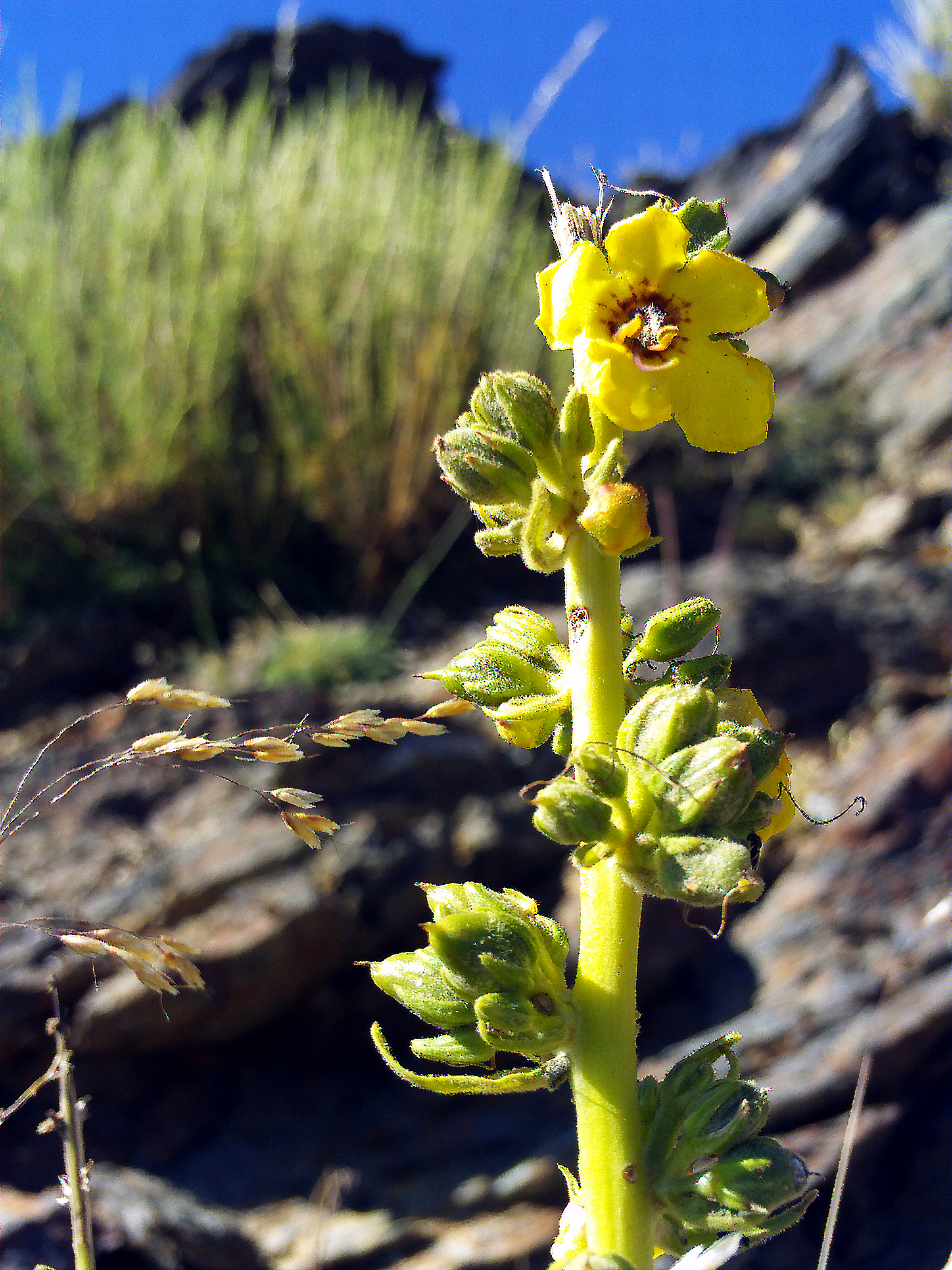
Detalle de las flores

## Descripción
Verbascum nevadense, es una hierba  perenne, tomentosa. Tiene tallos de 50-120 cm de altura, angulosos, de ordinario muy ramificados, tomentosos al menos en la base, con indumento grisáceo formado por pelos tectores verticilado-ramosos y estrellados. Hojas alternas; las basales (10)17-30(35) × 3,5-10 cm, ovadas, oblongo-lanceoladas o elípticas, de ordinario enteras, en ocasiones crenuladas, con indumento denso por ambas caras, de un verde ± amarillento en las jóvenes y de un verde ± grisáceo en las adultas, formado por pelos tectores verticilado-ramosos y estrellados, pecíolos 5-12 cm; las medias ovado-lanceoladas, enteras, redondeadas en la base, sésiles o subsésiles, no decurrentes. 

Inflorescencia de ordinario paniculiforme, muy ramificada y abierta, con fascículos laxamente dispuestos, ramas hasta de 35 cm, erecto-patentes, en ejemplares de pequeña talla, a menudo racemiforme y simple, pubescente en el eje, con pelos tectores estrellados; brácteas 6,5-10 × 1,5-2 mm, 2-3 veces la longitud del pedicelo, lanceoladas, enteras. Flores 2-4(5) por fascículo en cada bráctea, la principal con 2 bractéolas lineares hasta de 3 mm; pedicelos 2,5-5 mm, más cortos que el cáliz, muy acrescentes, en la fructificación 5-10 mm y algo más largos que el cáliz, tomentosos. Cáliz 6-7 mm, hendido hasta casi la base, pubescente-tomentoso; sépalos 3,5-5,5 × 1,3-1,4 mm, linear-lanceolados, agudos, enteros. Corola (25)35-45 mm, zigomorfa, amarilla, pelúcidopunteada, glabrescente por fuera; lóbulos obovados, los superiores 12-14 × 12- 13 mm, los inferiores 16-18 × 16-18 mm, por debajo de la base con estrías purpúreas mal definidas, cuyo conjunto confluye a modo de anillo ancho en la garganta. Estambres 5, dimorfos; los superiores con anteras reniformes, transversales y filamentos densamente cubiertos pelos ± filiformes, purpúreos en los dos tercios inferiores y amarillo-blanquecinos en el tercio superior; los inferiores con anteras de 2,5-3,5 mm, lineares, adnato-decurrentes, con filamentos glabros. Ovario tomentoso; estilo 12-28 mm; estigma hemisférico. Cápsula 6-9,5 mm × 4,5-6,5 mm, un tercio más larga que el cáliz, ovoideo-cónica, rostrada, con apículo recto hasta de 2 mm, pubescente. Semillas 0,8-0,9 × 0,5-0,6 mm.

## Distribución y hábitat
Se encuentra en taludes, derrubios, pedregales, márgenes de caminos y carreteras, en comunidades ruderales y nitrófilas, preferentemente en suelos silíceos; a una altitud de 1250-2600 metros en el SE de la península ibérica, montañas de la mitad oriental de las sierras béticas – Sierra Nevada, sierra de Almijara, de Gádor, de Mágina y de Cazorla.

## Taxonomía
Verbascum nevadense fue descrita por Pierre Edmond Boissier y publicado en Voy. Bot. Espagne 2: 443 (1841)
Etimología
Verbascum: nombre genérico que deriva del vocablo latino Barbascum (barba), refiriéndose a la vellosidad que cubre la planta.
Nevadense: epíteto geográfico que alude a su localización en Nevada o Sierra Nevada.
Sinonimia
- Verbascum megalanthum Pau
- Verbascum mofiense Pau
- Verbascum monphianum Pau[3]

## Nombre común
- Gordolobo (que también es el nombre común de varias otras especies).[3]